# Siegfried Gumbel

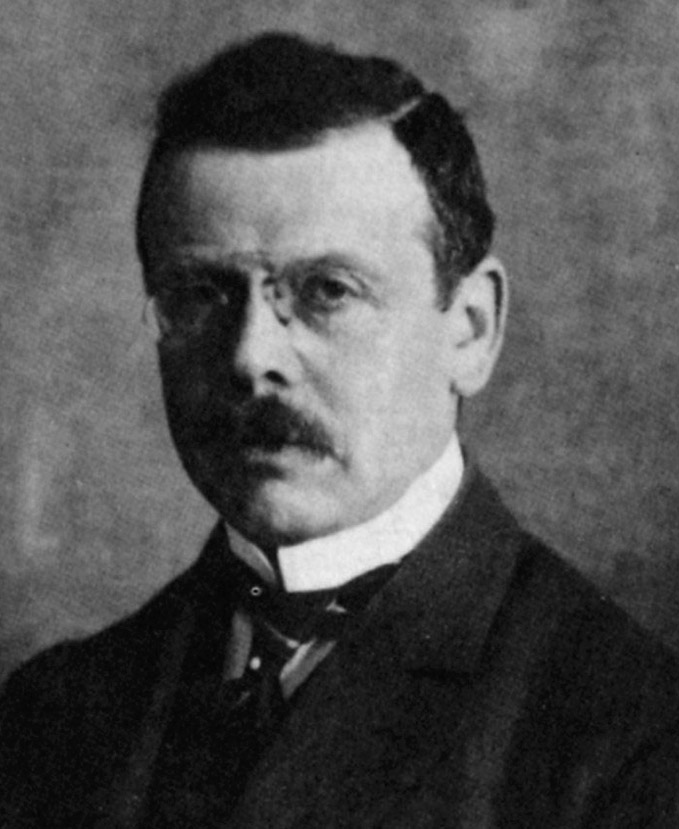
Siegfried Gumbel

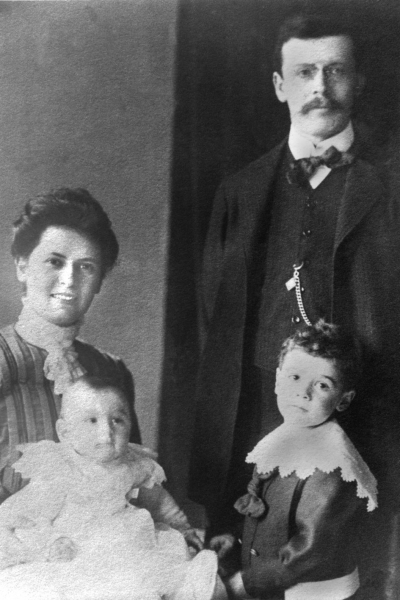
Siegfried Gumbel mit Frau Ida und den Söhnen Erich und Otto, um 1910

Siegfried Gumbel (geboren am 22. September 1874 in Heilbronn; gestorben am 27. Januar 1942 im KZ Dachau) aus der Familie Gumbel war Rechtsanwalt, Gemeinderatsmitglied (DDP) und ein führendes Mitglied der Jüdischen Gemeinde Heilbronn. Nach 1933 war er Leiter des Israelitischen Oberrats für Württemberg in Stuttgart.

## Familie
Siegfried Gumbels Großvater, Abraham Gumbel, kam aus Bruchsal nach Stein am Kocher, wo er im Jahre 1821 heiratete. Er war „Handelsmann“ und Adlerwirt. Er hatte sechs Kinder, wovon zwei ab 1858 in Heilbronn lebten. Am 12. Juli 1860 erhielt Moses (Max) Gumbel das Bürgerrecht, 1861 erhielt Abrahams ältester Sohn Isaak das Heilbronner Bürgerrecht. Max Gumbel heiratete 1865 in Heilbronn Lina Kiefe. Das von den Eheleuten seit 1880 betriebene Bank- und Wechselgeschäft Gumbel-Kiefe wurde ab 1900 mit zwei Söhnen – Wilhelm und Gottfried – betrieben. Seit 1885 wohnten sie in der Uhlandstraße 11 in Heilbronn, später in der Gartenstraße 50.
Das jüngste Kind von Max Gumbel und Lina Kiefe war Siegfried Gumbel, der das humanistische Karlsgymnasium besuchte und 1892 beim Abschluss der Beste seines Jahrgangs war. Er studierte Rechtswissenschaften an der Universität Tübingen, wo er promoviert wurde. Seit 1901 arbeitete er als Anwalt in Heilbronn. Er heiratete 1904 Ida Rosenthal und hatte mit ihr zwei Kinder: Otto und Erich. Da Ida wegen Multipler Sklerose gelähmt war, ließ Siegfried in seinem Haus einen Aufzug einbauen, um ihr den Aufenthalt im Garten zu erleichtern. Wenn er von der Amtsarbeit oft spät in der Nacht nach Hause zurückkehrte, las er ihr noch stundenlang auch schwierige philosophische und Werke der Dichter vor.
Beide Söhne verließen am Tag des Judenboykotts, am 1. April 1933 Deutschland. Otto Gumbel heiratete eine ultra-orthodoxe, polnische Jüdin, die von Siegfried Gumbel abgelehnt wurde. So hatte sich Ottos liberaler Vater von den sog. „Ostjuden“ distanziert. Otto und seine Frau wanderten am 1. April 1933 nach Frankreich aus, wo Otto den Namen Abraham Guivol annahm und von dort nach Israel auswanderte, wo er in Jerusalem lebte.
Erich war zusammen mit Max Victor (* 1905), Lutz Rosengart, Erwin Rosenthal, Ernst Rosenberg und Georg Schwarzenberger an der jüdischen Jugendbewegung „Bund“ in Heilbronn beteiligt. Am 1. April 1933 verließ er Deutschland. 1934 wanderte von der Schweiz in das Völkerbundsmandat für Palästina aus. Kurz vor der Emigration stattete er seinen Eltern einen Besuch ab. 1936 besuchte er bei den Olympischen Spielen seine Eltern erneut. Da war er von Prag aus, wo er an einem Kongress der Psychoanalytiker teilgenommen hatte nach Heilbronn gereist. Erich war der erste Ausbildungskandidat für Psychoanalyse des Jerusalemer Instituts der CPI und stand seit Mitte der 1950er Jahre – mit kurzen Unterbrechungen – über 20 Jahre lang der „Chewrah Psychoanalytith b'Erez Israel“ (CPI) vor und beeinflusste wesentlich die Entwicklung der CPI.
Siegfried besuchte im Frühjahr 1937 nach dem Tod seiner Frau im Oktober 1936 seinen Sohn Erich in Jerusalem, der im April 1938 in Jerusalem Lidia Deutsch heiratete.
Siegfrieds' Mitarbeiter Julius Wissmann meinte, dass gerade über Gumbels Leben mit Recht der Ausspruch Goethes stehen müsse, da ihn Gumbel sein Leben lang befolgt habe:

„Edel sei der Mensch, hilfreich und gut“

## Leben und Werke
Gumbel war Vorsitzender des Heilbronner Anwaltsvereins, stand dem Central-Verein deutscher Staatsbürger jüdischen Glaubens vor und spielte auch in der Deutschen Demokratischen Partei eine wichtige Rolle. Er war überwiegend in Zivilprozessen tätig, aber auch in Strafprozessen. 1913 war er der Strafverteidiger des Massenmörders Ernst Wagner. In Württemberg engagierte sich Gumbel ab 1920 als Abgeordneter des Wahlkreises Heilbronn in der Verfassunggebenden Landeskirchenversammlung und ab 1924 als stellvertretender Vorsitzender des Finanzausschusses.

### Festrede zum 50-jährigen Jubiläum der Synagoge 1927
In der Festrede zum Jubiläum der Synagoge ist die Ernüchterung Gumbels zu spüren:

„So hat man 1877 auch empfunden […] man war in unseren Kreisen überzeugt, daß die Zeiten endgültig vorbei seien, wo der Jude als rechtlos oder minderen Rechts behandelt und mißhandelt worden war. In der Verfassung stand, daß es für die Ausübung staatsbürgerlicher Rechte auf das Glaubensbekenntnis nicht ankomme, und wir hatten damals das Vertrauen, daß die im Recht begründete Gleichstellung, soweit sie uns von der Verwaltung noch nicht gewährt wurde, sich allmählich durchsetzen werde. Man lebte der Hoffnung, daß die gegen uns noch bestehenden Vorurteile nach und nach schwinden und daß auch die gesellschaftliche Zurücksetzung schließlich aufhören werde. Aber es sind nicht alle Blütenträume in Erfüllung gegangen, mancher Frost und Wetterrückschlag hat die Atmosphäre vergiftet, und wir haben uns um unser Recht und unsere Geltung in zäher Arbeit wehren müssen [ er folgerte, dass] es ein hartes Schicksal ist, wenn man den Sündenbock abgeben soll für die Schuld anderer, es ist ein schlimmes Verhängnis, wenn man das Opfer werden soll von Rassendünkel und Rassenwahn.“

### Präsident der Herder-Loge
Gumbel war der Vorsitzende bei der Gründung der Herder-Loge, ehemals: „Israelitische Loge“. Diese gehörte dem Orden „B’nai B’rith“ (בני ברית, Söhne des Bundes) an, einer 1843 in New York gegründeten jüdischen Organisation.

### Gründer des Central-Vereins in Heilbronn
Gumbel war Vorsitzender bei der Gründung der Ortsgruppe Heilbronn des Central-Vereins deutscher Staatsbürger jüdischen Glaubens. Dieser Verein hatte die Abwehr des Antisemitismus und die Emanzipation des Judentums auf Grundlage der deutschen Staatsbürgerschaft zum Ziel.

### Gemeinderatsmitglied als Mitglied der DDP
Siegfried Gumbel schaffte es als sechster Kandidat der DDP ganz knapp nicht mehr, in das Stadtparlament zu gelangen. Am 5. August 1932 kam Gumbel nach dem Tod von Ludwig Heuss, dem Fraktionsvorsitzenden der DDP, im Wege des Nachrückverfahrens in den Heilbronner Gemeinderat. Bevor Gumbel am 13. Oktober 1932 als Stadtrat der DDP verpflichtet wird, reagieren drei Stadträte der NSDAP, Gültig, Kölle und Faber mit Protest: „Als Angehöriger der jüdischen Rasse dürfe Gumbel kein öffentlich-rechtliches Amt an einer deutschen Behörde bekleiden“.
Der Oberbürgermeister Beutinger maßregelt die drei Stadträte daraufhin mit einem Ordnungsruf: „Eine derartige Äußerung ist nach der deutschen Gesetzgebung eine schwere Beleidigung. Ich rufe Sie zur Ordnung!“
Gumbel gab hierzu abschließend selbst eine Erklärung ab und verwies zum einen darauf, dass seine Vorfahren seit Jahrhunderten in Deutschland lebten, zum anderen darauf, dass er selbst die deutsche Staatsbürgerschaft innehabe und als Rechtsanwalt auch das deutsche Recht verteidige und einhalte. Nicht er, sondern die Verfassung, die ihm dieses Staatsbürgerrecht gebe, werde hier beanstandet und solle daher anderenorts geklärt werden.
„Wenn mir aber in diesem Saal entgegengehalten wird, daß ich nicht würdig und fähig sei hier im Gemeinderat zu sitzen, so geht dies gegen meine Ehre auch gegen die seiner Wähler, die mir die Ehre erwiesen haben mich zu wählen.“
Die Heilbronner Presse bezeichnete das Vorgehen der drei Stadträte der NSDAP „als Komödie“ (Neckar-Echo) oder als „Kulturschande“ (Abendzeitung).
Die NSDAP stellte am 16. März 1933 den Antrag, der abgelehnt wird „den jüdischen Stadtrat und Rechtsanwalt Dr. Gumbel aus dem Gemeinderat auszuschließen“. Trotzdem gab Gumbel an diesem Tag sein Mandat auf.

### Oberrat der Israelitischen Religionsgemeinschaft Württemberg
1936 wurde Siegfried Gumbel zum Präsidenten und rechtskundigen Mitglied des Oberrates der Israelitischen Religionsgemeinschaft Württembergs gewählt. In seiner Stellung als „Oberrat“ versuchte Siegfried Gumbel, die Lage der Gemeindemitglieder zu erleichtern, indem er sich für Schulwesen, Seelsorge, Erwachsenenbildung und Auswanderung einsetzte. Hier ist es interessant zu vermerken, dass „er riet im Gegensatz zu vielen anderen Meinungen [...] zur Auswanderung...“ Gumbel soll selbst gesagt haben: „...die Phantasie im allgemeinen reicht nicht aus, um vorauszusehen, was nun [der Ermordung Raths] folgen wird!“

### Deportation und Ermordung
Nach den Novemberpogromen von 1938 kam er in das Schutzhaftlager Welzheim, 1941 in das KZ Dachau, wo er am 27. Januar 1942 ermordet wurde.

## Ehrungen
Der Heilbronner Gemeinderat beschloss am 19. Oktober 1961 die am Fuße des Wartbergs neu anzulegende Straße „Siegfried Gumbel-Straße“ zu nennen.
Auf Initiative von Schülern wurden im Mai 2009 in Heilbronn drei Stolpersteine verlegt, von denen einer vor dem Haus Gartenstraße 50 an Siegfried Gumbel erinnert.

### Archivalien
- Stadtarchiv Heilbronn, Datenbank HEUSS, Expertensuchmaske + auf das Symbol Lupe gehen
  - Signatur: ZS-16142: Gumbel, Familie
  - Signatur: ZS-12951
  - Signatur: L006-Hz Sta KR-52.
  - Signatur: F001-M-2728: Heilbronn, Siegfried-Gumbel-Straße
  - Signatur: D100-100: Juden Auslandsheilbronner: Briefe von Siegfried Gumbel an seinen Sohn Erich + Gedicht zum 4. Geburtstag von Erich am 7. August 1912, 2 Briefe vom 12. März  und vom 16. April 1937 (vor der Fahrt nach Palästina und auf der Rückfahrt) Bestand D100 – Kleine Stiftungen